# ロンドン・スピットファイア
「ロンドン・スピットファイア（London Spitfire）」は、英国・ロンドンを本拠地とする『オーバーウォッチ（Overwatch）』eスポーツチームである。「オーバーウォッチ・リーグ（Overwatch League / OWL）」所属。チーム名の「スピットファイア（Spitfire）」は、第二次世界大戦期に活躍したイギリス製の戦闘機である。アカデミーチームもイギリス製の戦闘機の名を使い、「ブリティッシュ・ハリケーン（British Hurricane）」と呼ばれる。